# エンカジムーロ・ズールー
	エンカジムーロ・ズールー（Nkazimulo Zulu、1989年6月19日 - ）は、南アフリカ共和国の男性総合格闘家。南アフリカ共和国プレトリア出身。CIT Performance Institute所属。初代・第4代・第7代EFCフライ級王者。初代・第8代EFCバンタム級王者。EFC2階級同時制覇王者。カジムロ・ズルやンカジムロ・ズールとも表記される。

## 来歴
6歳から極真空手を習い始め、17歳頃からムエタイやキックボクシングの練習を始める。その後、グラウンドでの攻防や柔術に興味を持ち、2012年から本格的に総合格闘家に転向。
2023年7月13日、EFC 105でEFCバンタム級タイトルマッチを行い、ムサ・セスワペと対戦し、4Rにリアネイキドチョークで一本勝ち。EFCバンタム級王者となった。
2024年3月7日、EFC 111でEFCフライ級タイトルマッチを行い、ギフト・ウォーカーと対戦して3Rにギロチンチョークで一本勝ち。EFCフライ級王者に返り咲き、EFC2階級同時制覇となった。

### RIZIN
2024年9月29日、RIZINデビュー戦となるRIZIN.48で修斗世界ストロー級・フライ級2階級同時制覇王者の新井丈と対戦し、ガードの上からハイキックを効かせ、スタンドパンチ連打で1RTKO勝ちを収めた。
2024年12月31日、RIZIN10度目の大晦日記念大会RIZIN DECADEでRIZINフライ級タイトルマッチを行い、RIZINフライ級王者の堀口恭司と対戦。打撃で堀口をぐらつかせる場面を作るも、組みの展開などで劣勢となり0-3の判定負け。王座獲得とはならなかった。

## 戦績

### プロ総合格闘技
| 総合格闘技 戦績 | 総合格闘技 戦績 | 総合格闘技 戦績 | 総合格闘技 戦績 | 総合格闘技 戦績 | 総合格闘技 戦績 | 総合格闘技 戦績 |
| --------------- | --------------- | --------------- | --------------- | --------------- | --------------- | --------------- |
| 25 試合         | (T)KO           | 一本            | 判定            | その他          | 引き分け        | 無効試合        |
| 16 勝           | 7               | 7               | 2               | 0               | 1               | 0               |
| 8 敗            | 1               | 0               | 7               | 0               | 1               | 0               |

| 勝敗 | 対戦相手                     | 試合結果                           | 大会名                                                              | 開催年月日     |
| ×    | 伊藤裕樹                     | 5分3R終了 判定0-3                  | 超RIZIN.4 真夏の喧嘩祭り 【RIZINフライ級王座決定トーナメント1回戦】 | 2025年7月27日  |
| ×    | 堀口恭司                     | 5分3R終了 判定0-3                  | RIZIN.49 【RIZINフライ級タイトルマッチ】                            | 2024年12月31日 |
| ○    | 新井丈                       | 1R 4:12 TKO（スタンドパンチ連打）  | RIZIN.48                                                            | 2024年9月29日  |
| ○    | ギフト・ウォーカー           | 3R 2:38 ギロチンチョーク           | EFC 111 【EFCフライ級タイトルマッチ】                               | 2024年3月7日   |
| ○    | ムサ・セスワペ               | 4R 3:15 リアネイキドチョーク       | EFC 105 【EFCバンタム級王座決定戦】                                 | 2023年7月13日  |
| ×    | ニコラス・フウェンデ         | 5分5R終了 判定0-3                  | EFC 100 【EFCバンタム級タイトルマッチ】                             | 2022年12月1日  |
| △    | ジャン・ソウザ               | 5分3R終了 判定1-1                  | EFC Fight Night 2                                                   | 2022年5月7日   |
| ×    | ルサンド・ビコ               | 1R 0:26 TKO（右フック→パウンド）   | EFC 91 【EFCフライ級タイトルマッチ】                                | 2021年12月4日  |
| ○    | ルサンド・ビコ               | 2R 2:52 ギロチンチョーク           | EFC 89 【EFCフライ級タイトルマッチ】                                | 2021年9月10日  |
| ○    | ファファ・オワマ             | 2R 3:00 三角絞め                   | EFC 85                                                              | 2021年5月8日   |
| ×    | フェイズ・ジェイコブス       | 5分5R終了 判定1-2                  | EFC 81 【EFCバンタム級暫定王座決定戦】                              | 2019年8月10日  |
| ×    | ジェイク・ハドリー           | 5分5R終了 判定0-3                  | EFC 78 【EFCフライ級タイトルマッチ】                                | 2019年4月13日  |
| ○    | ゲイリー・ジョシュア         | 5R 2:25 ギロチンチョーク           | EFC 75 【EFCフライ級タイトルマッチ】                                | 2018年11月3日  |
| ○    | マグノ・アウベス             | 1R 4:18 TKO（パウンド）            | EFC 71 【EFCフライ級タイトルマッチ】                                | 2018年6月23日  |
| ○    | シルベスター・チップファンブ | 4R 1:38 TKO（スタンドパンチ連打）  | EFC 62 【EFCフライ級タイトルマッチ】                                | 2018年6月23日  |
| ○    | クレイグ・ニノウ             | 1R 2:16 TKO（右アッパー→パウンド） | EFC 43 【EFCフライ級王座決定戦】                                    | 2015年8月27日  |
| ○    | フランソワ・グローネヴァルト | 5分3R終了 判定3-0                  | EFC 36                                                              | 2014年12月11日 |
| ×    | デマルテ・ペナ               | 5分5R終了 判定0-3                  | EFC 31 【EFCバンタム級タイトルマッチ】                              | 2014年12月11日 |
| ○    | チャーリー・ウェイヤー       | 1R 3:34 TKO（パウンド）            | EFC 27 【EFCバンタム級王座決定戦】                                  | 2014年2月27日  |
| ○    | クレイグ・ニノウ             | 5分3R終了 判定3-0                  | EFC 24                                                              | 2013年10月10日 |
| ○    | セドリック・ドイル           | 2R 4:32 三角絞め                   | EFC 22                                                              | 2013年8月15日  |
| ○    | ロウレンス・ボテス           | 2R 0:20 KO（右ハイキック）         | EFC 21                                                              | 2013年7月25日  |
| ○    | ソク・チェンダ               | 2R 2:28 三角絞め                   | CTN Promotions Khmer Warrior Championship                           | 2013年5月28日  |
| ×    | ドノヴァン・ウィルケン       | 5分3R終了 判定0-3                  | EFC 19                                                              | 2013年4月19日  |
| ○    | チュット・チュンリー         | TKO（エルボー）                    | CTN Promotions CTN 10th Anniversary Show                            | 2013年3月8日   |

### 総合格闘技エキシビション
| 勝敗 | 対戦相手   | 試合結果                       | 大会名                                        | 開催年月日    |
| ×    | 扇久保博正 | 2R 3:44 リアネイキッドチョーク | The Ultimate Fighter: Tournament of Champions | 2016年7月15日 |

### 試合映像
1. ↑  『【試合映像】新井丈 vs.  エンカジムーロ・ズールー / Jo Arai vs. Nkazimulo Zulu - RIZIN.48』RIZIN公式YouTubeチャンネル、2024年。

### 補足映像
1. ↑  『【番組】RIZIN CONFESSIONS #164（※番組内で試合映像＆エンカジムーロ・ズールーと新井丈による試合振り返りドキュメンタリー番組）』RIZIN公式YouTubeチャンネル、2024年。

## 獲得タイトル
- 初代EFCバンタム級王座（2014年）
- 第8代EFCバンタム級王座（2023年）
- 初代EFCフライ級王座（2015年）
- 第4代EFCフライ級王座（2021年）
- 第7代EFCフライ級王座（2024年）